# Маттіас Маурер
Матіас Йозеф Маурер (нім. Matthias Jozef Maurer; народ. 18 березня 1970, Санкт-Вендель, Саар, ФРН) — німецький космонавт Європейського космічного агентства. Доктор наук у галузі матеріалознавства та інженерії. Досвіду космічних польотів немає.

## Ранні роки, освіта
Матіас Маурер народився 18 березня 1970 року в місті Санкт-Вендель, земля Саар (ФРН).
З 1989 року, після закінчення середньої школи в місті Санкт-Венделі, проходив обов'язкову цивільну службу як фельдшер у Мальтійській аварійній службі. В 1996 отримав диплом з матеріалознавства в Європейській школі матеріалознавства в Нансі (Франція), продовжив навчання в Саарландському університеті, після закінчення якого в 1998 отримав два дипломи інженера в галузі матеріалознавства і технології матеріалів. Будучи студентом, працював молодшим науковим співробітником та брав участь у дослідженнях інтерметалевих матеріалів для високотемпературних застосувань. З 1999 по 2004 рік Матіас працював інженером проекту та старшим науковим співробітником у Рейнсько-Вестфальському технічному університеті Ахена (Німеччина). 2004 року захистив докторську дисертацію на тему «Легкі композити з алюмінієвої піни з покриттями, нанесеними методом термічного напилення» в Інституті матеріалознавства Ахенського університету. Дисертація була відзначена кількома науковими преміями у 2004 та 2005 роках. Після отримання докторського ступеня Маурер здійснив протягом року навколосвітню подорож.
У 2006 році Маурер успішно закінчив додатковий курс економіки в Хагенському заочному університеті (Німеччина) та отримав ступінь магістра з економіки. З 2006 по 2010 роки працював інженером-проектувальником у міжнародній медичній компанії, що займається дослідженнями нових матеріалів та технологій для виробництва фільтрів, що використовуються для діалізу крові.
Маурер має кілька патентів у галузі матеріалознавства. Він вільно розмовляє чотирма мовами: німецькою, англійською, іспанською, французькою, також проходить інтенсивну мовну підготовку російською та китайською мовами.

## Космічна підготовка
У 2008 році брав участь у четвертому наборі до загону астронавтів ЄКА, але до числа відібраних кандидатів в астронавти включений у 2009 році не був. З 2010 року працював у Центрі підготовки європейських астронавтів інженером у групі підтримки екіпажів та оператором зв'язку з європейськими астронавтами на орбіті. З 2012 року брав участь у розробці спільних проектів з новими міжнародними партнерами та підготовці програм досліджень поза МКС. У вересні 2014 року Маурер, разом з космонавтами Роскосмоса Олександром Місуркіним і Сергієм Кудь-Сверчковим, астронавтом NASA Скоттом Тінглом і астронавтом ESA Лукою Пармітано, брав участь в експерименті ЕКА CAVES 2014 з ізоляції в печерах на острові Сардинія (Італія).
У липні 2015 року було включено до складу загону європейських астронавтів. Влітку 2016 року як член екіпажу брав участь у підводній експедиції місії НАСА з операцій в екстремальному довкіллі (NEEMO-21). Провів 16 днів під водою для тестування обладнання для Міжнародної космічної станції та майбутніх місій на Марс.
25 вересня 2018 року, після завершення трирічного курсу підготовки, був представлений у Центрі підготовки європейських астронавтів у Кельні як діючий астронавт ЕКА.
У липні 2020 року Маурер був включений до складу дублюючого екіпажу SpaceX Crew-2. 14 грудня 2020 був офіційно призначений фахівцем польоту в основний екіпаж корабля SpaceX Crew-3, старт якого призначений на кінець 2021. Проходив підготовку у Центрі підготовки космонавтів імені Ю. А. Гагаріна. Планується, що Маурер може вийти у відкритий космос у російському скафандрі.

## Захоплення
Основні захоплення — подорожі, фотографія, читання, політика та вивчення іноземних мов. Любить займатися спортом, особливо їздою на велосипеді та пішим туризмом. Радіоаматор США з позивним KI5KFH.